# Franck Riester
Franck Riester (ur. 3 stycznia 1974 w Paryżu) – francuski polityk i samorządowiec, mer Coulommiers, deputowany do Zgromadzenia Narodowego, w latach 2018–2020 minister kultury, w latach 2020–2024 i w 2024 minister delegowany.

## Życiorys
Absolwent Institut supérieur de gestion, uzyskał następnie magisterium w ESSEC. Pracował w przedsiębiorstwie audytorskim, następnie w rodzinnym przedsiębiorstwie dealerskim samochodów Peugeot.
Zaangażował się w działalność polityczną w ramach gaullistowskiego Zgromadzenia na rzecz Republiki, z ugrupowaniem tym dołączył do Unii na rzecz Ruchu Ludowego, przekształconej następnie w partię Republikanie. W ramach UMP został m.in. sekretarzem generalnym i rzecznikiem prasowym wewnątrzpartyjnej frakcji France Moderne et Humaniste. W 1995 po raz pierwszy został radnym miejskim w Coulommiers, w 2001 objął funkcję zastępcy mera tej miejscowości. W 2008 wybrany na urząd mera (reelekcja w 2014 i 2020); zawiesił pełnienie tej funkcji na czas wykonywania obowiązków ministra.
W wyborach w 2007 uzyskał mandat posła do Zgromadzenia Narodowego w jednym z okręgów departamentu Sekwana i Marna. W 2012, 2017, 2022 i 2024 był wybierany na kolejne kadencje. W 2017 dołączył do centroprawicowego ugrupowania Agir, w 2018 został przewodniczącym tej partii.
W październiku 2018 dołączył do drugiego rządu Édouarda Philippe’a, obejmując stanowisko ministra kultury. W lipcu 2020 w gabinecie Jeana Castex objął niższe stanowisko rządowe – został ministrem delegowanym przy ministrze do spraw Europy i spraw zagranicznych odpowiadającym za handel zagraniczny. Pozostał na tej funkcji również w powołanym w maju 2022 rządzie Élisabeth Borne, dodatkowo powierzono mu sprawy promocji. W lipcu 2022 w wyniku rekonstrukcji gabinetu przeszedł na stanowisko ministra delegowanego przy premierze odpowiedzialnego za kontakty z parlamentem. Urząd ten sprawował do stycznia 2024. Powrócił do administracji rządowej w następnym miesiącu; w gabinecie Gabriela Attala objął wówczas funkcję ministra delegowanego przy ministrze do spraw Europy i spraw zagranicznych, powierzono mu sprawy handlu zagranicznego, atrakcyjności, Frankofonii i diaspory. Funkcję tę pełnił do września 2024.
Jest jawnym homoseksualistą.